# 케이블게이트
케이블게이트(영어: Cablegate)는 위키리크스가 2010년 11월 미국의 기밀 외교문서를 다량 유출시킨 사건을 의미한다. 총 25만 1287건의 외교문건(2급 기밀, 3급 기밀, 일반 문서)가 있다고 위키리크스는 밝혔다.

## 과정
케이블 게이트는 2010년 6월에 영국 《가디언》의 기고가 닉 데이비스와 줄리언 어산지가 브뤼셀에서 만나면서 시작되었다. 당시 데이비스는 "《가디언》이 위키리크스가 가진 문건을 뉴스로 만들 별도 팀을 제공하겠다"고 제의하고, 어산지는 《뉴욕타임스》와 《슈피겔》도 함께 참여하자"했다.
《가디언》과 《뉴욕타임스》는 수주간 직접 검토 과정과 미 정부 당국자들과 협의해 극도로 민감한 내용을 걸러내는 과정을 거친 후 공개를 시작했다.
이밖에 공개 미디어로 어산지에게 제의 받은 《월스트리트저널》과 《CNN》은 전제조건(엠바고를 깨면 위키리크스에 10만 달러 지불하라는 조건과 위키리크스가 선택한 법정에서 소송을 걸 수 있다는 조건)을 문제삼아 공개를 거부했었다고 밝혔다.(이 부분에 대해서 《월스트리트저널》과 《CNN》이 위키리크스의 문건 공개전에 자기 언론지에 공개하게 해달라고 타진했지만 거절되었다는 말도 있다.) 하지만 《가디언》에서 원문을 넘겨받은 《뉴욕타임스》는 전재조건은 없었다고 주장했지만, 다른 언론사는 명확한 입장을 밝히지 않았다.
그리고 2010년 7월 1일에 어산지는 그해 11월 28일에 문건 공개를 공언하였다.
11월 29일부터 9일간 위키리크스로부터 미리 정보를 전달받은 미국의 《뉴욕타임스》, 영국의 《가디언》, 프랑스의 《르몽드》, 독일의 《슈피겔》, 스페인의 《엘 파이스》 등 세계 유력 언론을 통해서 이라크 전쟁 기록(전쟁 희생자의 3분의 2가 민간인임을 폭로)과 아프가니스탄 전쟁 기록(91,731개) 등의 외교문건을 공개한다.
뉴욕타임스는 12월 7일부터 공개(연재)를 중단했다.

## 최후의 심판 파일
현재, 비트토렌트 등의 P2P 기술을 이용해 널리 유포되고 있다. 용량은 약 1.38GB로 256비트 AES 암호화가 되어 있어 쉽사리 열 수 없게 만들어져 있다. 위키리크스의 설립자인 줄리언 어산지는 자신의 신변에 문제가 생기거나, 위키리크스 사이트가 봉쇄되는 즉시 최후의 심판 파일의 암호가 공개될 것이라고 경고했다.

## 같이 보기
- 위키리크스
- 줄리언 어산지